# 36. Sinfonie (Mozart)
Die Sinfonie C-Dur Köchelverzeichnis 425 („Linzer Sinfonie“) komponierte Wolfgang Amadeus Mozart im November 1783 in Linz.

## Allgemeines

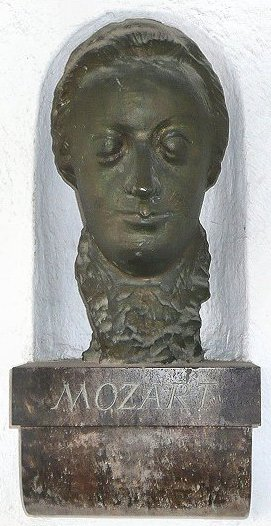
Mozart-Büste im Mozarthaus in Linz

Damit Vater, Schwester und Freunde seine frisch angetraute Frau Constanze kennenlernen konnten, unternahm Mozart im Herbst 1783 eine Reise nach Salzburg. Der Vater blieb jedoch ungerührt, und Constanze war über den frostigen Empfang ebenso wie Wolfgang offenbar sehr betrübt. Auf dem Rückweg machten er und seine Frau in Linz Station und wurden dort von Johann Joseph Anton Graf Thun, einem alten Gönner Mozarts, regelrecht abgefangen. Sie verbrachten daraufhin bei diesem einige Tage, und der Graf lud Mozart ein, ein Konzert zu geben. Mozart schreibt dazu im Brief an seinen Vater vom 31. Oktober:

„Dienstag als den 4. November werde ich hier im theater academie geben. – und weil ich keine einzige Simphonie bey mir habe, so schreibe ich über hals und kopf an einer neuen, welche bis dahin fertig seyn muß.“

Ihm blieb dazu von Donnerstag, 30. Oktober, bis zum darauffolgenden Dienstag (4. November) Zeit. Die Uraufführung fand am 4. November im Ballhaus von Linz statt. Mozart nahm die Sinfonie dann von Linz mit nach Wien, wo eine weitere Aufführung im Rahmen einer von ihm veranstalteten Akademie am 1. April 1784 stattfand.
Möglicherweise hat Mozart für den Aufenthalt in Linz auch die Einleitung zu einer Sinfonie Michael Haydns komponiert (Köchelverzeichnis 444), die früher fälschlicherweise als „Sinfonie Nr. 37“ komplett Mozart zugerechnet und z. T. als „Linzer Sinfonie“ bezeichnet wurde. Neal Zaslaw ist jedoch der Ansicht, dass dieses Werk erst nach der Rückkehr von der Reise in Wien entstand.
Die Sinfonie Köchelverzeichnis (KV) 425 ist Mozarts erste Sinfonie mit langsamer Einleitung. Allerdings hatte er Einleitungen schon vorher bei einigen Serenaden, die z. T. auch als Sinfonie bezeichnet oder umgeschrieben wurden, verwendet (z. B. KV 203, KV 320).
Einige Autoren meinen, bei KV 425 einen starken Einfluss von Joseph Haydn zu bemerken. Alfred Einstein (1953) verweist auf ein Skizzenblatt (KV 387d), wo Mozart sich die Anfänge dreier Sinfonien Haydns notierte, darunter auch jener der Nr. 75 D-Dur mit langsamer Einleitung, die Haydn 1782 komponiert hatte. Auch Volker Scherliess (2005) verweist auf die 75. Sinfonie Haydns.
Insbesondere im ersten und dritten Satz tauchen mehrmals Abschnitte mit punktierten Rhythmen (auch) in Pauken und Trompeten auf, die einen marschartigen Eindruck hervorrufen.

## Zur Musik
Besetzung: 2 Oboen, 2 Fagotte, 2 Hörner, 2 Trompeten, Pauken, I. Violine, II. Violine, zwei Bratschen, Violoncello, Kontrabass. In zeitgenössischen Orchestern wurde wahrscheinlich auch ein Cembalo (sofern im jeweiligen Orchester vorhanden) als Generalbass-Instrument eingesetzt.
Aufführungszeit: ca. 32 Minuten.
Bei den hier benutzten Begriffen der Sonatensatzform ist zu berücksichtigen, dass dieses Schema in der ersten Hälfte des 19. Jahrhunderts entworfen wurde (siehe dort) und von daher nur mit Einschränkungen auf die Sinfonie KV 425 übertragen werden kann. Die hier vorgenommene Beschreibung und Gliederung der Sätze ist als Vorschlag zu verstehen. Je nach Standpunkt sind auch andere Abgrenzungen und Deutungen möglich.

### Erster Satz: Adagio – Allegro spiritoso
Adagio: C-Dur, 3/4-Takt, Takt 1–19
Die Audiowiedergabe wird in deinem Browser nicht unterstützt. Du kannst die Audiodatei herunterladen.
Die Einleitung fängt als „heroischer Beginn“ an in langsamer, fanfarenartiger Figur mit punktiertem Rhythmus im Unisono des ganzen Orchesters. Es folgt ein etwas schleppender Dialog in den Violinen, dessen Melodiefigur mit Chromatik angereichert von Oboen und Fagott sowie anschließend vom Bass fortgeführt und nach f-Moll sowie Des-Dur moduliert wird. Mit der Fortspinnung in den Violinen wird c-Moll erreicht. Nach einigen „chromatischen Seufzern“ klingt die Einleitung auf dem Fortissimo-Akkord der Dominante G-Dur aus.
Allegro spiritoso: C-Dur, 4/4-Takt, Takt 20–287
Die Audiowiedergabe wird in deinem Browser nicht unterstützt. Du kannst die Audiodatei herunterladen.
Die Streicher stellen das erste Thema zunächst piano vor mit stimmführender 1. Violine (Takt 20–29). Es hat gesanglichen Charakter und besteht aus einem viertaktigen aufsteigenden Vorder- und einem sechstaktigen absteigenden Nachsatz. Anschließend wird das Thema als Variante vom gesamten Orchester forte aufgegriffen, wobei vor allem die Erweiterung im Vordersatz mit den Akkordschlägen zwischen Tonika C-Dur und Subdominante F-Dur auffallen und eine festliche Wirkung hervorrufen.
Im anschließenden Forte-Block ab Takt 42 treten mehrere neue Motive auf: Zunächst eine dreitaktige Phrase mit den Motiven 1 (punktierter marschartiger Rhythmus), 2 (Intervall abwärts aus halben Noten) und 3 (kadenzierende Schlussfloskel). Motiv 1 und 2 werden dann abwärts sequenziert, ehe Motiv 4 mit seinen Tonwiederholungen auftritt. Ab Takt 64 folgt – von Motiv 2 eingeleitet – eine Piano-Passage, die von Struktur und Rhythmus etwas an das erste Thema erinnert.
Das zweite Thema (ab Takt 71) beginnt ungewöhnlicherweise forte und steht in der Dominantparallele e-Moll. Vorder- und Nachsatz sind jeweils viertaktig und im feierlich-ernsten Charakter gehalten, insbesondere beim Bläsereinwurf zu Beginn des Nachsatzes. Der Nachsatz steht im Piano und kontrastiert so zum Vordersatz. Die Quinte aufwärts zu Beginn des Vordersatzes könnte man sich von Motiv 2 abgeleitet denken. Ab Takt 79 wird das Material fortgesponnen, zunächst piano, dann vom ganzen Orchester, und geht schließlich in das sich in Terzen aufschraubende Motiv 5 über, gefolgt von Motiv 6 mit Triller und Tonrepetition (erinnert an Motiv 4). Über das chromatische Motiv 7 (Takt 105 ff.), dass versetzt in den Instrumenten auftritt, wird die Schlussgruppe in der Dominante G-Dur (Takt 111 ff.) mit kennzeichnendem Lauf aufwärts erreicht. Die Exposition endet in Takt 122 als Variante von Motiv 5 (aufschraubende Figur mit Halbtonschritten) und wird wiederholt.
Die Durchführung (Takt 123–162) beginnt mit der Passage entsprechend Takt 64 und sequenziert dann die Figur vom Ende der Exposition dialogisch zwischen Oboe/Fagott, Violinen und Bass. Nach einer Fortissimo-Fanfare im Marschrhythmus folgt kontrastartig ein zögerlich-schwebender Abschnitt im Piano mit etwas Chromatik, der ebenso kontrastartig wieder von einer energischen Akkordfolge zwischen C und G abgelöst wird.
Die Reprise (Takt 163) ist entsprechend der Exposition strukturiert. Mozart beschließt den Satz als Coda, die auf der Figur vom Ende der Exposition basiert. Durchführung und Reprise werden nicht wiederholt.

### Zweiter Satz: Andante
F-Dur, 6/8-Takt, 104 Takte; „Andante“ (Neuer Mozart-Ausgabe), „Poco adagio“ (Alte Mozart-Ausgabe)
Die Audiowiedergabe wird in deinem Browser nicht unterstützt. Du kannst die Audiodatei herunterladen.
Das erste Thema hat gesanglichen Charakter. Der erste Teil des Themas (Takt 1 bis 4) ist nur für Streicher gehalten und erinnert durch seinen punktierten Rhythmus im Themenkopf und die pausendurchsetzten Trillerfiguren etwas an ein Siciliano. Der zweite Teil (Takt 5 bis 8) enthält eine wiederholte, ausholende Geste mit Akzenten und Pizzicato-Begleitung im Bass. Der dritte Teil (Takt 9 bis 12) greift den Themenkopf mit punkiertem Rhythmus auf, steigert sich bis zum Forte und schließt als kadenzierende Wendung in F-Dur. Wolfgang Gersthofer weist auf die „versteckte Auftaktigkeit“ des Themenanfangs hin:

„(…) das wiegende c-d-c-Motiv (als getarnter „Auftakt“) zum nachfolgenden Sextaufschwung (als eigentlich „abtaktige“ Wendung). Gewissermaßen zur Bestätigung dieses Sachverhalts bringt dann der zweite Viertakter genau jenes Motiv (Viertel plus vier absteigender 32tel), nun an „richtiger“ Stelle zu Beginn von T. 5 (mit den zwei Achteln der Hörner aus T. 4 als „Auftakt“).“

Der folgende Abschnitt (Takt 13–21, „Seitenthema“) in der Dominante C-Dur greift anfangs die Schlussfloskel des ersten Themas auf, geht dann in pausendurchsetzte Triolenbewegung über und endet als ausgedehnte Frage-Antwort-Formulierung (von auftaktigem Klopfen eingeleitete Forte-Frage im punktierten Rhythmus, Piano-Antwort als Staccato-Tonleiterläufe). Das unmittelbar anschließende zweite Thema in c-Moll (oder je nach Standpunkt drittes Thema, Takt 22–24) wird wiederum von einer auftaktigen Klopffigur der Bläser und Pauken angekündigt. Die getragene, kurze Legato-Melodie wird in den Streichern gespielt mit Ausnahme der 2. Violine, die in Triolen begleitet (Hörner, Trompeten und Pauken begleiten weiterhin in ihren gleichmäßig klopfenden Achteln). Dann wiederholt Mozart die Frage-Antwort-Formulierung, wobei der zweite Teil variiert ist. Betonte Vorhalte mit Chromatik leiten zur Schlussgruppe (Takt 32 ff.) über, die erneut die klopfenden Achtelrepetitionen in Fagott, Hörnern, Trompeten und Pauken aufgreift, mit einer kadenzierenden Wendung versieht und die ganze Phrase echohaft im Piano wiederholt.
Nach Wiederholung der Exposition beginnt die Durchführung (Takt 37–66) mit dem ersten Thema in C-Dur, aus dem sich eine auftaktige Figur verselbständigt und bis zum Forte steigert – erneut in Kombination mit den klopfenden Achteln. Dann stellen Fagott und Bass ein neues Motiv aus Tonleiterlauf aufwärts und Oktavsprüngen vor. Die Violinen modulieren das Motiv nach As-Dur und B-Dur, ehe die Bässe es mit Gegenbewegung in den Violinen wieder im ursprünglichen c-Moll bringen. Eine Pendelbewegung leitet zur Reprise über.
Die Reprise (ab Takt 67) ist ähnlich der Exposition strukturiert, weist aber einige chromatische Einfärbungen auf. Durchführung sowie Reprise werden nicht wiederholt.
Mozart verwendet hier zum ersten Mal in einem langsamen Sinfonie-Satz auch Pauken und Trompeten. Dadurch bekommt der „pastoral-getragene“ Charakter eine zusätzliche, feierliche Note und „verhaltenen Glanz“.

### Dritter Satz: Menuetto
C-Dur, 3/4-Takt, mit Trio 56 Takte
Die Audiowiedergabe wird in deinem Browser nicht unterstützt. Du kannst die Audiodatei herunterladen.
Das Thema des festlichen Menuetts ist durch den Wechsel von auf- und abwärtsgehenden Intervallen gekennzeichnet, wobei der erste betonte Ton des Intervalls wie ein Vorhalt wirkt. Im ersten Teil dominieren abwärts gehende, zu Beginn des zweiten Teils aufwärts gehende Intervalle. Daneben prägen die punktierten Marschrhythmen in Tonrepetition den Gesamteindruck. Am Ende des Menuetts wird der Themenkopf wie als Anhang nochmals piano aufgegriffen.
Das ländlerartige Trio steht ebenfalls in C-Dur und ist durchweg piano gehalten. Im ersten Teil spielen Oboe und 1. Violine eine wiegende Melodie. Zu Beginn des zweiten Teils wird die Oboe vom Fagott abgelöst, danach spielen die drei stimmführenden Instrumente teils parallel, teils im Dialog.
Die Audiowiedergabe wird in deinem Browser nicht unterstützt. Du kannst die Audiodatei herunterladen.

### Vierter Satz: Presto
C-Dur, 2/4-Takt, 416 Takte
Die Audiowiedergabe wird in deinem Browser nicht unterstützt. Du kannst die Audiodatei herunterladen.
Das erste Thema besteht aus vier Blöcken zu jeweils vier Takten (Takt 1 bis 12). Dabei bilden die ersten und letzten beiden Blöcke eine Einheit (Phrase). Die zweite Phrase (Takt 9 ff.) ist durch den Gegensatz von forte und piano charakterisiert, da der erste Block im Forte-Unisono vorgetragen wird, während der zweite Block wie die ganze erste Phrase im Piano für Streicher gehalten ist. Die zweite Phrase wird wiederholt.
Der folgende Forte-Abschnitt (ab Takt 28) beginnt als signalartig absteigender C-Dur-Dreiklang („Signalmotiv“), der an den Kopf des ersten Themas erinnert und ins Tremolo übergeht, gefolgt von einem themenartigen, leicht chromatischen Motiv im Streicherpiano (G-Dur). Das zweite Thema (ab Takt 58, G-Dur) wird zunächst von den Streichern gespielt, dann mit Bläserbegleitung wiederholt. Ähnlichkeiten zum ersten Thema ergeben sich durch die anfangs vier Takte lang gehaltene Grundharmonie (Takt 1–4: C; Takt 58–62: G) und den Melodiebeginn in halben Noten.
Aus der pendelnden Achtelbewegung vom Schluss des zweiten Themas entsteht dann ein neues viertaktiges Motiv, bei dem die nun nachschlagende Achtelbewegung als gegenstimmenartige Begleitfigur zu einem cantus-firmus-artigen Dreinotenmotiv in den Oberstimmen fungiert. Dieses Motiv führt Mozart weitere drei Male piano durch die Streicher, wechselt dann ab Takt 89 zum Forte und setzt vier Takte später ein weiteres, energisches Motiv der Violinen dazu, dass im weiteren Verlauf abwärts sequenziert wird. So entsteht allmählich eine Mehrstimmigkeit. Ab Takt 104 klingt die Mehrstimmigkeit mit dem Dreinotenmotiv und der Achtelbewegung allmählich mit Chromatik angereichert aus. Vom Pianissimo ausgehend, baut Mozart dann im Crescendo der Violinen wieder einen Spannungsbogen auf. Ein wiederholtes „Laufmotiv“ der Violinen führt zur Schlussgruppe (ab Takt 148), die fortissimo den Kopf des ersten Themas als Variante aufgreift. Die Exposition endet in Takt 163 und wird wiederholt.
In der Durchführung (Takt 164–231) verarbeitet Mozart das (mit dem Kopf des ersten Themas verwandte) Signalmotiv aus Takt 28, indem er dieses durch verschiedene Tonarten führt (z. B. a-Moll, d-Moll) und zwischen den Violinen und den Bässen hin und her wirft. Durch die Zurücknahme der Bläser und den Übergang zum Piano entsteht ab Takt 200 eine andere Klangfarbe, wobei das Motiv weiterhin durch die Instrumente wandert.
Die Reprise (ab Takt 232) ist ähnlich der Exposition strukturiert. Die Coda (Takt 392) basiert auf einer Variante vom Kopf des ersten Themas (setzt somit die Thematik der Schlussgruppe fort) und beendet den Satz im Fortissimo mit Marschrhythmik.